# Atos de Tadeu
Os  Atos de Tadeu  (grego: Πραξεὶ̀ς τοῦ Θαδδαίου) é um documento escrito em idioma grego entre 544 e 944 e que pretende descrever a correspondência entre o rei Abgar V de Edessa e Jesus, resultando no discípulo Tadeu indo para Edessa.

## Autoria
A maioria dos estudiosos acredita que os  Atos de Tadeu  foram escritos no século VII.  Nicolotti data entre 609 e 944, quando a Imagem de Edessa foi trazida para Constantinopla.   Palmer data do século VII, sugerindo especificamente 629-630,  embora isso tenha sido rejeitado por Angelo Gramaglia.   Mirkovic observa que é tipicamente datado após a aparição pública da Imagem de Edessa em 544, e considera a controvérsia da iconoclastia do século VIII bizantino como o contexto mais comum. provável.
Os escritores freqüentemente confundem o grego   Atos de Tadeu  com o Siríaco Doutrina de Addai.  
É geralmente aceito que é um desenvolvimento posterior da tradição descrita na "Lenda de Abgar", contada por Eusébio.

## Conteúdo
Os  Atos de Tadeu  descrevem a correspondência entre o Rei Abgar V de Edessa e Jesus, resultando no discípulo de Jesus, Tadeu, indo para Edessa e realizando milagres lá, incluindo a cura do Abgar.

## Objetivo
Os  Atos de Tadeu  mostram um desenvolvimento significativo na tradição Abgar a partir da  Doutrina de Addai  anterior, colocando muito mais ênfase no caráter milagroso da Imagem de Edessa, enquanto minimiza a importância dos atores humanos.    
Aquilina o considera doutrinariamente ortodoxo e despreocupado com o rigor histórico.  
William Schoedel afirma que o autor dos "Atos de Tadeu confundiu o apóstolo  Tadeu com uma figura cristã síria diferente chamada Addai.  

## Recepção
Os Atos de Tadeu foram incluídos no cânon bíblico de Gregório de Tatev, embora nenhum manuscrito bíblico tenha sido encontrado que o inclua.   Os estudiosos modernos acharam isso significativo por suas descrições dos sacramentos de iniciação.  Os "Atos de Tadeu" são geralmente estudados por aqueles que procuram associar a Imagem de Edessa com o Sudário de Turim;  Nicolotti considera suas interpretações bastante tendenciosas.   Em 2014, Stephen Andrew Missick escreveu um roteiro para um filme intitulado  Os Atos do Apóstolo Tadeu: O Nascimento do Cristianismo na Assíria  baseado no  Atos de Tadeu  e outras fontes antigas. 